# Penelope Ann Miller
Penelope Ann Miller, talvolta accreditata semplicemente come Penelope Miller, nata Penelope Andrea Miller (Los Angeles, 13 gennaio 1964), è un'attrice statunitense.

## Biografia
Figlia degli attori Mark Miller e Beatrice Hudson Ammidown, i suoi genitori divorziarono quando aveva 11 anni; ha due sorelle, Marisa, anch'essa attrice, e Savannah, commerciante. Nota al grande pubblico soprattutto per il ruolo di coprotagonista nel film Carlito's Way, accanto a Al Pacino, interpretazione per la quale ricevette una nomination ai premi Golden Globe, è apparsa in diverse grandi produzioni di Hollywood nel corso degli anni novanta, inclusi Big Top Pee-wee (1988), Il boss e la matricola (1990), Risvegli (1990), Un poliziotto alle elementari (1990), I soldi degli altri (1991), L'anno della cometa (1992) e Charlot (1992). È ritornata a Broadway nella produzione del 1995 di On the Waterfront. Ha recitato inoltre nel ruolo di protagonista in Relic (1997), e in ruoli di supporto in Nella morsa del ragno - Along Came a Spider (2001) e The Artist (2011).

## Vita privata
È stata sposata per un mese (dicembre 1994-gennaio 1995) con Will Arnett, mentre nel 2000 ha sposato l'attore James Patrick Huggins, dal quale ha avuto due figlie: Eloisa May (2000) e Maria Adela (2009). Nel marzo del 2012 i due si separano, ma tre mesi dopo si riconciliano.

## Filmografia

### Cinema
- Tutto quella notte (Adventures in Babysitting), regia di Chris Columbus (1987)
- Big Top Pee-wee - La mia vita picchiatella (Big Top Pee-Wee), regia di Randal Kleiser (1988)
- Gli irriducibili (Miles from Home), regia di Gary Sinise (1988)
- Dead Bang - A colpo sicuro (Dead Bang), regia di John Frankenheimer (1989)
- Pronti a tutto (Downtown), regia di Richard Benjamin (1990)
- Il boss e la matricola (The Freshman), regia di Andrew Bergman (1990)
- Risvegli (Awakenings), regia di Penny Marshall (1990)
- Un poliziotto alle elementari (Kindergarten Cop), regia di Ivan Reitman (1990)
- I soldi degli altri (Other People's Money), regia di Norman Jewison (1991)
- L'anno della cometa (The Year of the Comet), regia di Peter Yates (1992)
- La pistola nella borsetta (The Gun in Betty Lou's Handbag), regia di Allan Moyle (1992)
- Charlot (Chaplin), regia di Richard Attenborough (1992)
- Carlito's Way, regia di Brian De Palma (1993)
- L'Uomo Ombra (The Shadow), regia di Russell Mulcahy (1994)
- Relic - L'evoluzione del terrore (The Relic), regia di Peter Hyams (1997)
- Little City , regia di Robert Benabib (1997)
- Break Up - Punto di rottura (Break Up), regia di Paul Marcus (1998)
- Famous - Lisa Picard Is Famous (Famous), regia di Griffin Dunne (2000) – se stessa
- Vite nascoste (Forever Lulu), regia di John Kaye (2000)
- Nella morsa del ragno - Along Came a Spider (Along Came a Spider), regia di Lee Tamahori (2001)
- Rivelazione finale (Full Disclosure), regia di John Bradshaw (2001)
- The Messengers, regia di Oxide Pang Chun e Danny Pang (2007)
- The Deal - Il patto (The Deal), regia di Bryan Goeres (2007)
- Saving Grace B. Jones, regia di Connie Stevens (2009)
- Il primo amore non si scorda mai (Flipped), regia di Rob Reiner (2010)
- The Artist, regia di Michel Hazanavicius (2011)
- Saving Lincoln, regia di Salvador Litvak (2013)
- The Birth of a Nation - Il risveglio di un popolo (The Birth of a Nation), regia di Nate Parker (2016)
- The Bronx Bull, regia di Martin Guigui (2016)
- Adverse, regia di Brian A. Metcalf (2020)
- Reagan - Un presidente sotto i riflettori (Reagan), regia di Sean McNamara (2024)

### Televisione
- Miami Vice – serie TV, 1 episodio (1987)
- Witch Hunt - Caccia alle streghe (Witch Hunt), regia di Paul Schrader – film TV (1994)
- Rhapsody in Bloom, regia di Craig M. Saavedra – film TV (1998)
- Rocky Marciano, regia di Charles Winkler – film TV (1999)
- Battiti mortali (Dead In a Dead Heartbeat), regia Di Paul Antier – film TV (2002)
- Personal Effects, regia di Michael M. Scott – film TV (2005)
- Desperate Housewives – serie TV, 1 episodio (2005)
- CSI: NY – serie TV, episodio 1x23 (2005)
- Vanished – serie TV, 9 episodi (2006)
- Men of a Certain Age – serie TV, 9 episodi (2009-2011)
- Mistresses - Amanti (Mistresses) – serie TV, 10 episodi (2013)
- American Crime – serie TV, 11 episodi (2015)
- Criminal Minds – serie TV, episodio 14x10 (2018)
- Dahmer - Mostro: la storia di Jeffrey Dahmer (Monster: The Jeffrey Dahmer Story) – miniserie TV, 3 episodi (2022)

## Doppiatrici italiane
Nelle versioni in italiano dei suoi lavori, Penelope Ann Miller è stata doppiata da:
- Alessandra Korompay in CSI: NY, American Crime, Blonde Ambition - Una bionda in carriera, Vanished
- Eleonora De Angelis in Desperate Housewives - I segreti di Wisteria Lane, Risvegli, Criminal Minds
- Isabella Pasanisi in Gli irriducibili, Relic - L'evoluzione del terrore
- Roberta Paladini ne I soldi degli altri, Mistresses - Amanti
- Laura Boccanera in L'anno della cometa, Pronti a tutto
- Loredana Nicosia in Il boss e la matricola
- Loretta Stroppa in Un poliziotto alle elementari
- Gabriella Borri in Carlito's Way
- Antonella Rendina in L'uomo ombra
- Claudia Razzi in Vite nascoste
- Cristina Boraschi in The Messengers
- Marina Thovez in National Lampoon's Holiday Party
- Daniela Abbruzzese in Cody il mio amico robot
- Antonella Baldini in Mostro - La storia di Jeffrey Dahmer
- Jolanda Granato in Reagan - Un presidente sotto i riflettori